# Східний Сассекс
Східний Сассекс або Східний Суссекс (англ. East Sussex, Sussex вимовляється як МФА /ˈsʌsɨks/) — графство на південному-сході Англії;

## Географія
Міста:
- Льюїс (адміністративний центр),
- Ньюгевен (порт на перетинанні каналів),
- Брайтон,
- Істборн,
- Гастінгс,
- Бексхілл, Рай;

особливості:
- Фрістон форест, річки:
- Оуз,
- Какмер,
- Іст Ротер,

замки в
- Гастінгсі,
- Льюїсі,
- Певенслі і Боднемі, абатство на місці битви біля Гастінгса, університет Сассекс у Фалмері, поруч з Брайтоном, заснований у 1961;

## Економіка
Виробництво: електроніка, гіпс, деревина.

## Демографія
Населення 698 тис. (1987);
Відомі люди: Редьярд Кіплінг, Вірджинія Вульф.